# Triviotartessus scrupulus
Triviotartessus scrupulus är en insektsart som beskrevs av Evans 1981. Triviotartessus scrupulus ingår i släktet Triviotartessus och familjen dvärgstritar. Inga underarter finns listade i Catalogue of Life.